# Nachon Nsingi
Nachon Nsingi Nguidi (24 april 2001)  is een Belgisch voetballer. Die momenteel voor de Belgische voetbalclub OH Leuven speelt.

## Carrière
Nsingi stapte in 2018 over van de jeugdopleiding van Crossing Schaerbeek naar die van OH Leuven. Voor aanvang van het seizoen 2021/22 mocht Nsingi mee op oefenstage met de A-kern, maar uiteindelijk keerde hij terug naar de beloften.
Op 22 juli 2022 kondigden de Leuvenaars aan dat Nsingi zijn eerste profcontract had ondertekend bij de club. Amper een dag later maakte hij zijn profdebuut: op de openingsspeeldag van het seizoen 2022/23 kreeg hij tegen KV Kortrijk (0-2-winst) een basisplaats van trainer Marc Brys. Op de derde competitiespeeldag scoorde hij zijn eerste doelpunt voor OH Leuven: in de 4-2-nederlaag tegen Antwerp FC opende hij de score.
Op 29 december 2022, een paar dagen nadat hij met een doelpunt in de blessuretijd in extremis een punt redde tegen Club Brugge, kondigde OH Leuven aan dat Nsingi een contractverlenging tot 2026 had ondertekend.

## Clubstatistieken
| Seizoen         | Club                | Land            | Competitie      | Competitie | Competitie | Beker | Beker | Supercup | Supercup | Europees | Europees | Totaal | Totaal |
| Seizoen         | Club                | Land            | Competitie      | Wed.       | Dlp.       | Wed.  | Dlp.  | Wed.     | Dlp.     | Wed.     | Dlp.     | Wed.   | Dlp.   |
| --------------- | ------------------- | --------------- | --------------- | ---------- | ---------- | ----- | ----- | -------- | -------- | -------- | -------- | ------ | ------ |
| 2022/23         | Oud-Heverlee Leuven | Vlag van België | Eerste klasse A | 25         | 5          | 1     | 0     | —        | —        | —        | —        | 26     | 5      |
| 2023/24         | Oud-Heverlee Leuven | Vlag van België | Eerste klasse A | 4          | 10         | 0     | 0     | —        | —        | —        | —        | 4      | 0      |
| Carrière totaal | Carrière totaal     | Carrière totaal | Carrière totaal | 30         | 5          | 1     | 0     | 0        | 0        | 0        | 0        | 31     | 5      |

Bijgewerkt op 31 december 2022.